# Erythrodolius
Erythrodolius is een geslacht van insecten uit de orde vliesvleugeligen (Hymenoptera) en de familie Ichneumonidae.

## Soorten
- E. calamitosus Seyrig, 1932
- E. dolosus Seyrig, 1932
- E. dubiosus Seyrig, 1932
- E. formosus Seyrig, 1932
- E. granulosus Seyrig, 1932
- E. griffithsorum Gauld, 1997
- E. maculosus Seyrig, 1932
- E. meticulosus Seyrig, 1932
- E. scrupulosus Seyrig, 1932
- E. speciosus Seyrig, 1934